# Placówka Straży Granicznej II linii „Bogunice”
Placówka Straży Granicznej II linii „Bogunice” – jednostka organizacyjna Straży Granicznej pełniąca służbę ochronną na granicy polsko-niemieckiej w okresie międzywojennym.

## Formowanie i zmiany organizacyjne
Rozporządzeniem Prezydenta Rzeczypospolitej Polskiej Ignacego Mościckiego z 22 marca 1928 roku, do ochrony północnej, zachodniej i południowej granicy państwa, a w szczególności do ich ochrony celnej, powoływano z dniem 2 kwietnia 1928 roku  Straż Graniczną.
Rozkazem nr 4 z 30 kwietnia 1928 roku w sprawie organizacji Śląskiego Inspektoratu Okręgowego dowódca Straży Granicznej gen. bryg. Stefan Pasławski określił strukturę organizacyjną komisariatu SG „Rybnik”.
Rozkazem nr 10 z 5 listopada 1929 roku w sprawie reorganizacji Śląskiego Inspektoratu Okręgowego komendant Straży Granicznej płk Jan Jur-Gorzechowski określił numer i nową strukturę komisariatu. Placówka Straży Granicznej II linii „Bogucice” znalazła się w jego strukturze.

## Kierownicy/dowódcy placówki
| stopień          | imię i nazwisko    | okres pełnienia służby | kolejne stanowisko |
| ---------------- | ------------------ | ---------------------- | ------------------ |
| starszy strażnik | Franciszek Pawełek | był VI 1936 –          |                    |